# Ægte heliotrop
Ægte heliotrop (Heliotropium arborescens) er en busk med en løs og åben vækst, rynkede, ovale blade og violette, duftende blomster. På grund af blomsterne anvendes arten ofte i danske haver, hvor den dog ikke klarer vinteren.

## Beskrivelse
Ægte heliotrop er stedsegrønne buske med en opstigende vækst. Barken er først lysegrøn og tæt behåret, men senere bliver den gråligt olivengrøn med stive børster. Gamle grene får efterhånden en brunlig, svagt opsprækkende bark. Knopperne er modsat stillede, lysegrønne med en åben spids.
Bladene er kortstilkede og ovale til elliptiske med hel til bugtet rand. Oversiden er mørkegrøn og rynket, mens undersiden er lysegrøn og hårklædt. Blomstringen foregår i juni-september, hvor man finder de regelmæssige, 5-tallige blomster i endestillede svikler. Blomsterne har hvide, lyseblå eller (mest almindeligt) violette kronblade. Spaltefrugten deler sig i 4 delfrugter..
Rodsystemet består af dybtgående hovedrødder og mængder af siderødder.
Højde x bredde og årlig tilvækst: 0,80 x 1,00 m (30 x 20 cm/år).

## Hjemsted
Ægte heliotrop stammer fra den peruanske del af andesbjergene. Her vokser busken i fuld sol og i en jord, der er gruset og veldrænende, men nogenlunde fugtig året igennem.
Tæt langs floden Caplina, som løber gennem byen Tacna, Peru, ca. 35 km nord for grænsen til Chile, findes arten i højder mellem 930 og 1,500 m i naturtypen Chala (="Kyst"), hvor den er en del af plantesamfundet Baccharido salicifoliae-Gynerietum sagittati. Den vokser sammen med bl.a. tagrør, amerikansk vandnavle, Baccharis salicifolia (en art af korsrod), bermudagræs, Equisetum giganteum (en art af padderok), Gnaphalium dombeyanum (en art af evighedsblomst), indisk stenkløver, peruansk pebertræ, Plumbago caerulescens (en art af blyrod), Polypogon interruptus (en art af børstegræs), Salix humboldtiana (en art af pil), slank skærmaks,
spartium, vellugtende gåsefod, Verbena clavata (en art af jernurt) og Vigna luteola (en art af bønne)
| Portal | Portal:Botanik |

## Note
1. ↑  K. Hiller og M. F. Melzig: Lexikon der Arzneipflanzen und Drogen, 2005, ISBN 3-89996-682-1
2. ↑  Antonio Galan de Mera, Severo Baldeon, Hamilton Beltran, Mario Benavente og Jose Gomez: Datos sobre la vegetación del centro del Perú – grundig gennemgang af plantesamfundene langs floderne i det mellemste Peru (spansk)